# Monleras (kommunhuvudort)
Monleras är en kommunhuvudort i Spanien.   Den ligger i provinsen Provincia de Salamanca och regionen Kastilien och Leon, i den centrala delen av landet, 230 km väster om huvudstaden Madrid. Monleras ligger 760 meter över havet och antalet invånare är 267.
Terrängen runt Monleras är platt, och sluttar norrut. Runt Monleras är det mycket glesbefolkat, med 2 invånare per kvadratkilometer. Närmaste större samhälle är Villar del Buey, 16,2 km norr om Monleras. Trakten runt Monleras består i huvudsak av gräsmarker.